# Véhicule spatial
 (juin 2024).
Si vous disposez d'ouvrages ou d'articles de référence ou si vous connaissez des sites web de qualité traitant du thème abordé ici, merci de compléter l'article en donnant les références utiles à sa vérifiabilité et en les liant à la section « Notes et références ».

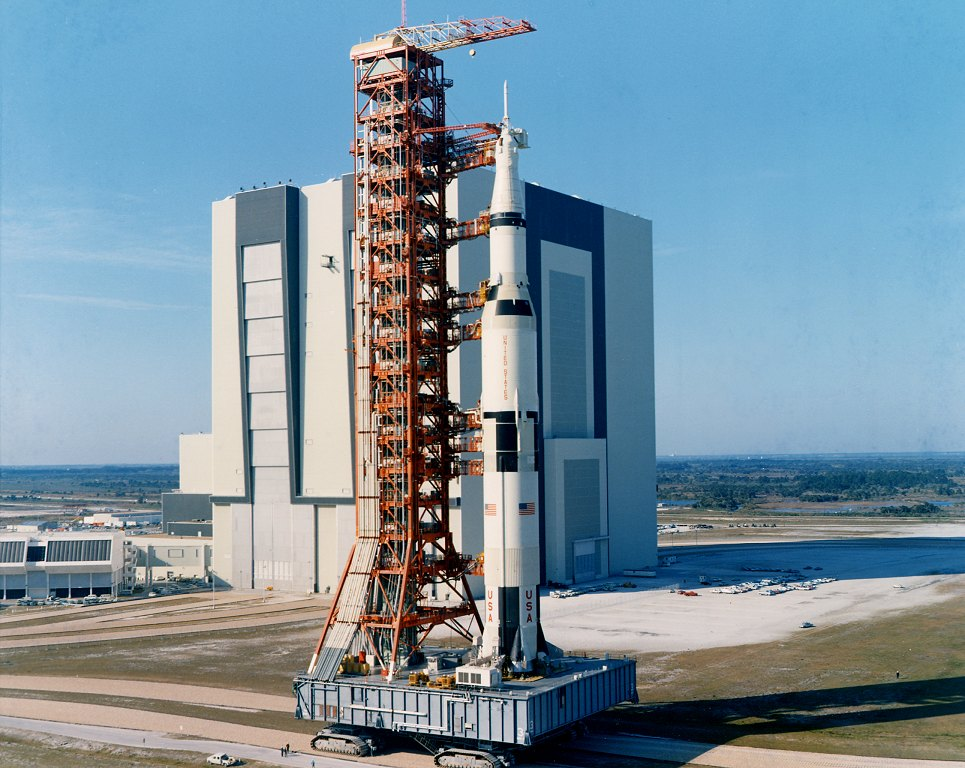
Le lanceur Saturn V, le plus puissant jamais construit.

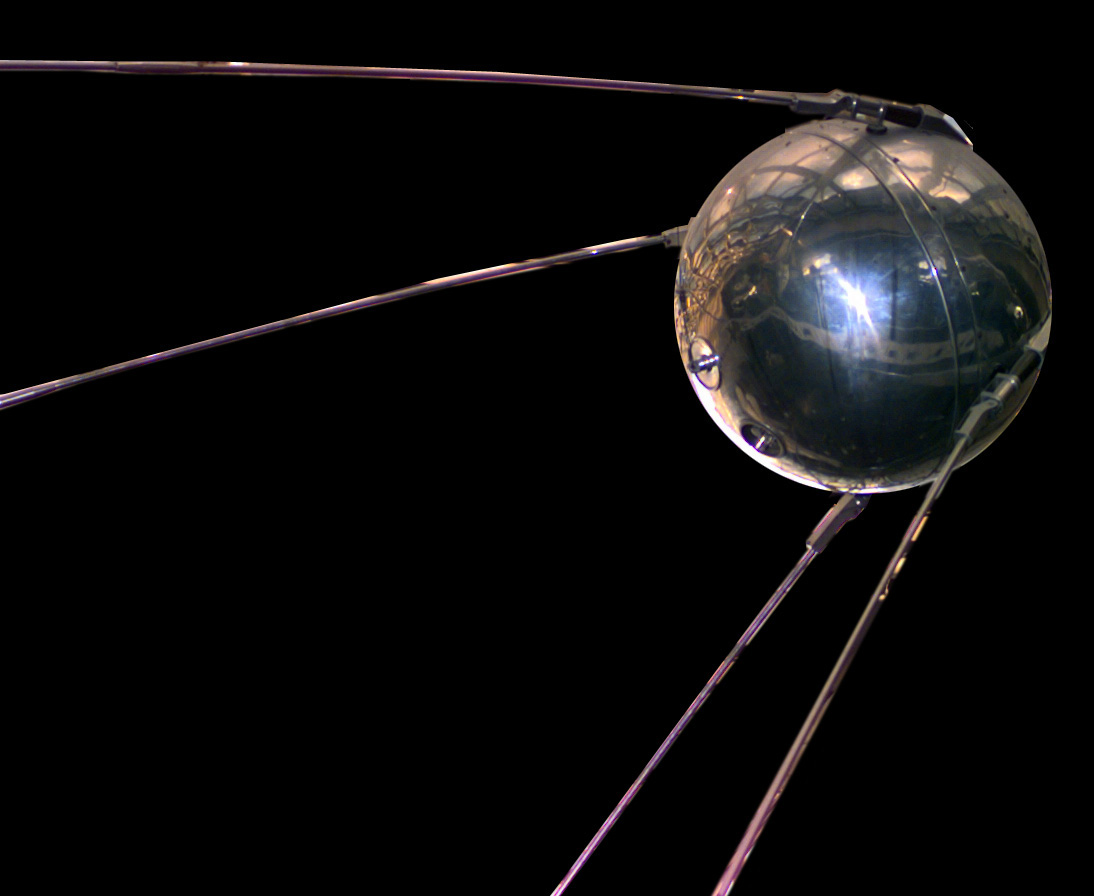
Spoutnik 1 est le premier satellite artificiel de la Terre.

Un véhicule spatial (rarement utilisé astronef ou spationef) est un véhicule conçu pour fonctionner dans l'espace. 
Plusieurs types de véhicules spatiaux sont conçus, selon les fonctions qu'ils remplissent. Les principales catégories sont le lanceur, qui a pour rôle de placer un autre engin spatial (sa charge utile) dans l'espace, la station spatiale, qui permet à un équipage de séjourner dans l'espace, le satellite d'application, qui collecte des données sur la Terre (satellite d'observation de la Terre, satellite météorologique, satellite de reconnaissance, satellite scientifique, etc.) ou assure une fonction de support pour les activités terrestres (satellite de télécommunications, satellite de navigation, etc.), et la sonde spatiale, qui explore le Système solaire.
Les particularités de l'espace déterminent la conception des véhicules spatiaux : la nécessité de sortir du puits gravitationnel terrestre qui limite la masse emportée, l'absence d'atmosphère, la nécessité d'une autonomie complète dans tous les domaines (énergie, propulsion, atmosphère et ravitaillement pour les engins emportant des équipages), les contraintes thermiques, les importantes distances à parcourir éventuellement, le bombardement par des particules énergétiques.
Le terme « vaisseau spatial » est souvent utilisé dans la littérature pour désigner un véhicule spatial.

## Types de véhicule spatial
Les véhicules spatiaux remplissent des missions très différentes et relèvent de catégories aux caractéristiques spécifiques.

### Lanceur

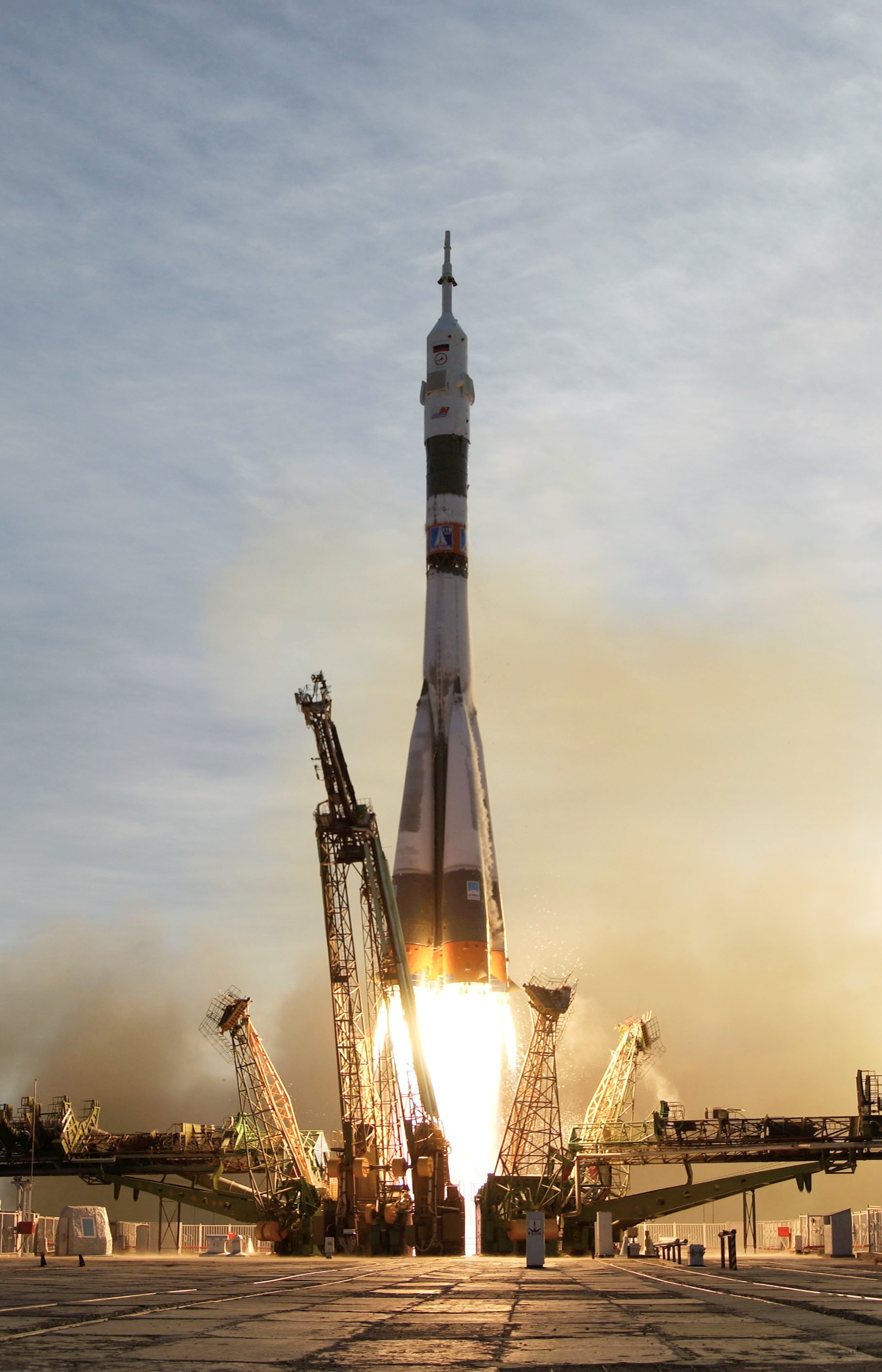
Lanceur Soyouz.

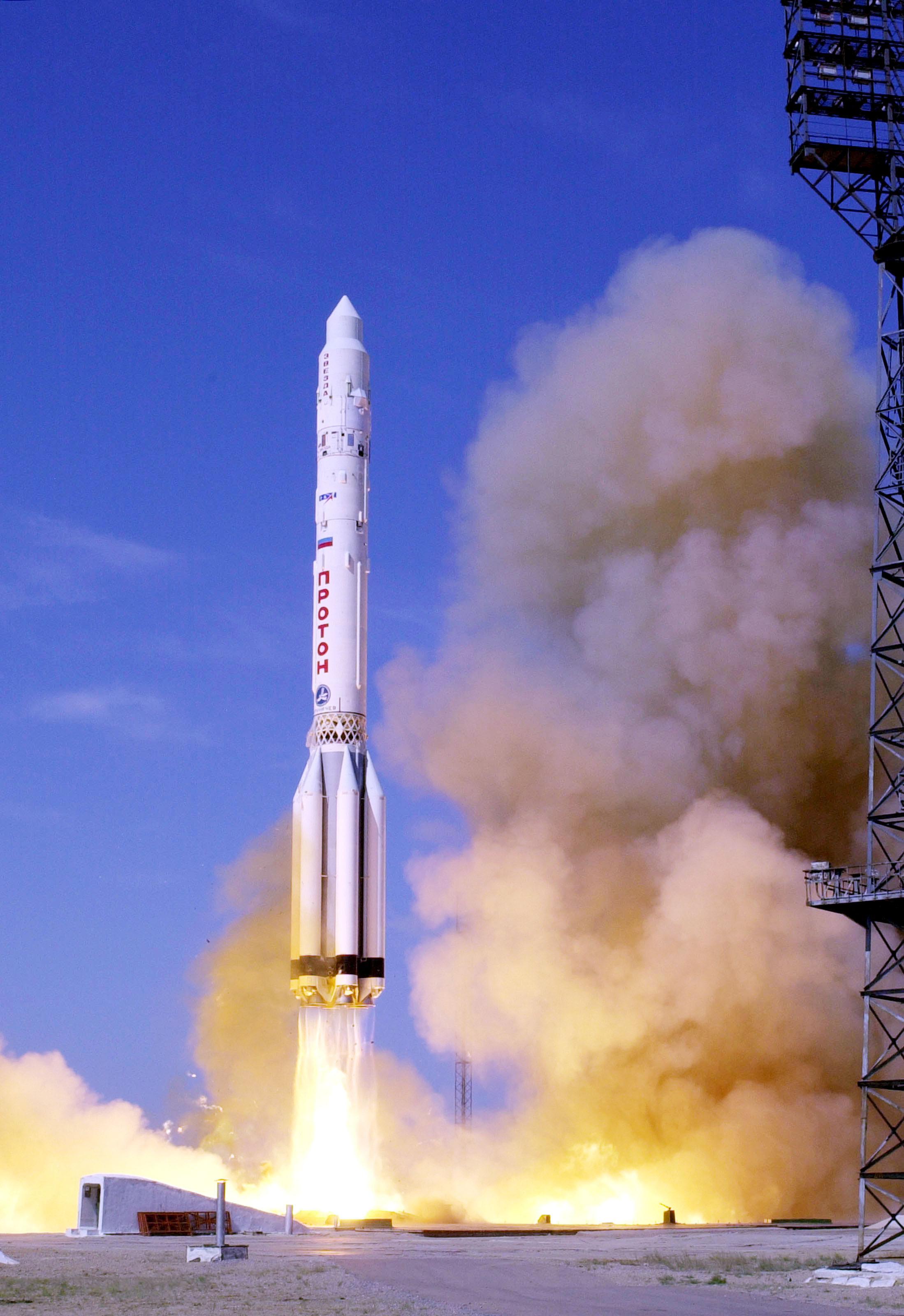
Exemple de lanceur russe Proton.

Un lanceur est une fusée capable de placer une charge utile en orbite autour de la Terre ou de l'envoyer dans l'espace interplanétaire. La charge utile peut être par exemple un satellite artificiel, placé en orbite terrestre basse ou en orbite géostationnaire, ou une sonde spatiale qui quitte l’attraction terrestre pour explorer le système solaire. Pour y parvenir un lanceur doit pouvoir imprimer à sa charge utile une vitesse horizontale d'environ 8 km/s et l'élever au-dessus des couches denses de l'atmosphère terrestre (environ 200 km). 
Pour répondre aux différents besoins des lanceurs de toute taille ont été construits depuis le lanceur SS-520 de 2,6 tonnes capable de placer 4 kg en orbite basse jusqu'à la fusée Saturn V de 3 000 tonnes pouvant placer 130 tonnes sur la même orbite.

#### Lanceur réutilisable
Traditionnellement, les véhicules spatiaux ne sont utilisés qu'une seule fois. Les étages des lanceurs sont détruits en revenant au sol ou restent en orbite tandis que les vaisseaux avec équipage sont fortement dégradés au moment de leur rentrée atmosphérique et de leur atterrissage. Le coût de leur remise en état était supérieur à celui de la construction d'un nouveau véhicule.  
À la fin des années 1960, la NASA tente d'abaisser les coûts de mise en orbite par l'utilisation d'engins spatiaux réutilisables. La navette spatiale américaine est initialement développée dans cette optique. Mais face au coût croissant d'un tel engin, l'agence spatiale américaine doit se contenter d'une réutilisation limitée à l'orbiteur et aux propulseurs d'appoint. La navette spatiale est lancée le 12 avril 1981. Six navettes spatiales ont été construites dont cinq ont volé dans l'espace. La navette Enterprise a été employée seulement pour des essais d'approche et d'atterrissage, lancée du dos d'un Boeing 747 et atterrissant dans l'Edwards Air Force Base en Californie. La première navette spatiale à voler dans l'espace était Columbia, suivie par Challenger, Discovery, Atlantis, et Endeavour. Endeavour a été construite afin de remplacer Challenger quand elle a été perdue en janvier 1986. Columbia a explosée lors de son entrée dans l'atmosphère en 2003. 
La navette spatiale soviétique Bourane (« tempête de neige »), lancée par l'URSS le 15 novembre 1988, est également un véhicule réutilisable. Sa ressemblance avec la navette spatiale américaine (due uniquement à des impératifs aérodynamiques), n'était qu'apparente, puisque ses propulseurs d’appoint utilisaient des ergols liquides, et que la navette elle-même n'était que la charge utile de la fusée Energia (les moteurs principaux ont été placés à la base de ce qui serait le réservoir externe de la navette américaine). Le manque de financement, aggravé par la dissolution de l'URSS, a empêché tout autre vol de Bourane.
À la suite du retrait de la navette spatiale américaine, l'agence spatiale américaine lance le développement d'une nouvelle génération de véhicules spatiaux avec équipage pour la desserte de la station spatiale internationale. Parmi les candidats, la navette Dream Chaser et le vaisseau spatial habité Crew Dragon sont des véhicules réutilisables.

### Satellite d'application

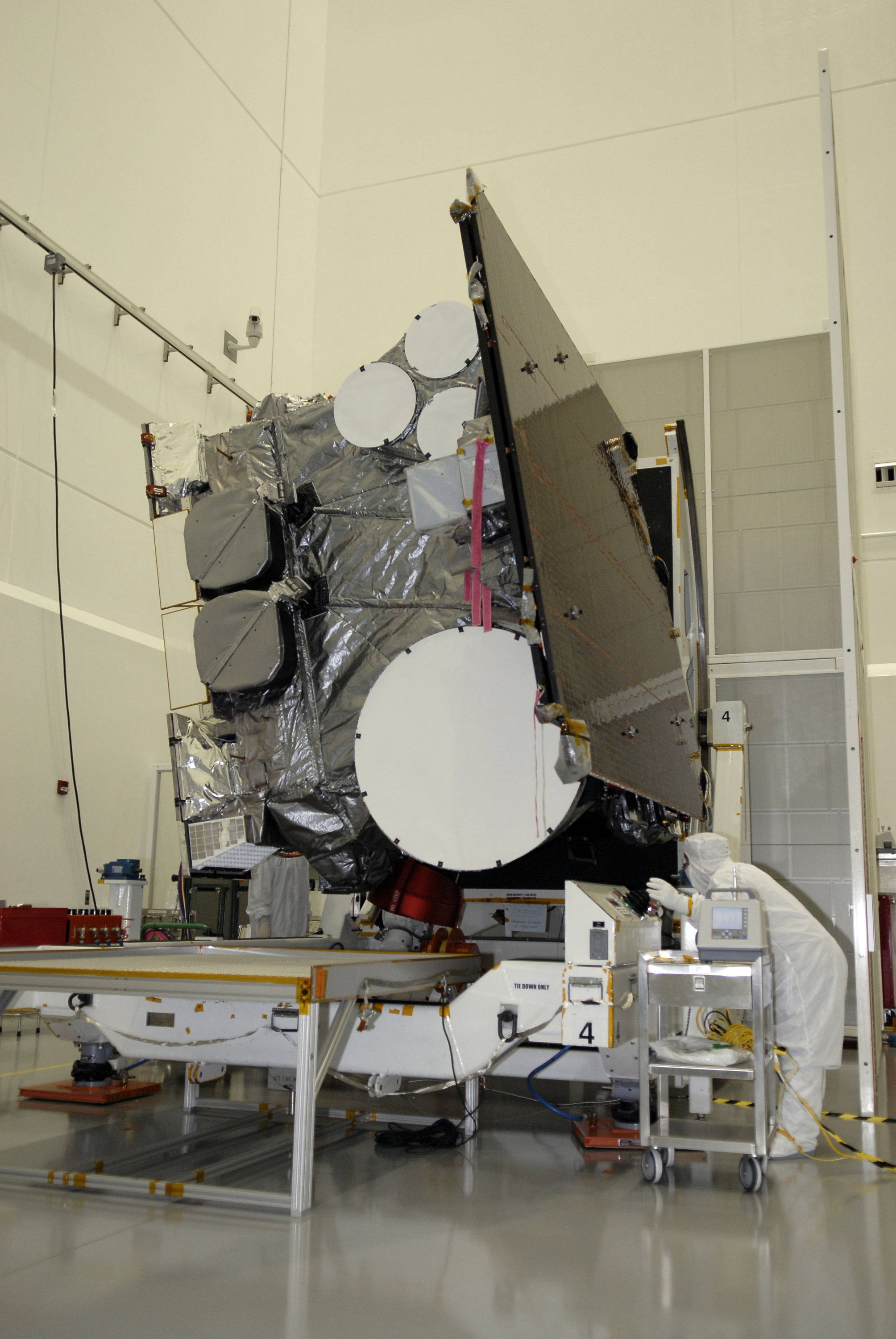
Satellite météorologique GOES O.

Un satellite d'application est un satellite artificiel placé en orbite autour de la Terre et qui apporte une contribution pratique au fonctionnement de la société dans des domaines comme la météorologie, les télécommunications, la navigation, la gestion des ressources naturelles, la sécurité maritime, la prévention et le suivi des risques naturels. Depuis l'apparition des satellites à la fin des années 1950, les domaines d'application tendent à se multiplier et à se banaliser en influençant en profondeur la société et en donnant naissance à un nouveau secteur commercial. Le développement des satellites reste néanmoins concentré entre les mains de quelques puissances spatiales. Les satellites d'applications constituent le plus gros du volume des véhicules spatiaux.
Exemples de satellites d'application : Météosat, Spot 1. 

### Satellite scientifique/sonde spatiale

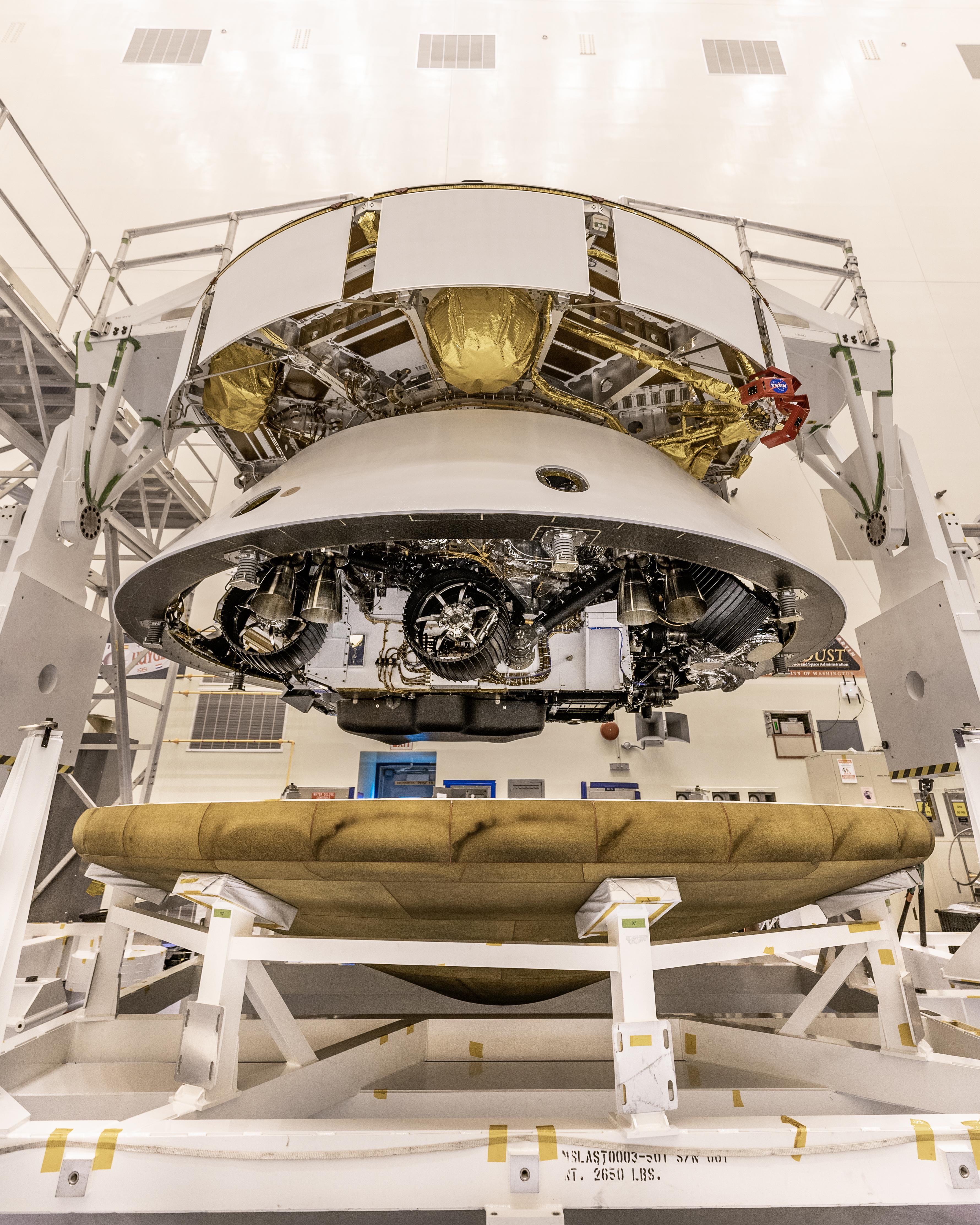
Mars 2020 qui emporte l'astromobile Perseverance.

Un satellite scientifique est un véhicule spatial qui a pour objectif de remplir des objectifs scientifiques. Il regroupe des engins aux caractéristiques très différentes qui partagent toutefois une caractéristique commune à savoir l'emport d'instruments collectant des données à usage scientifiques : 
- des satellites artificiels placés en orbite autour de la Terre ;
- les télescopes spatiaux qui généralement comportent une optique représentant une partie importante de leur masse. Exemples : Hubble, Gaia ;
- les sondes spatiales dont la mission est d'explorer le système solaire et qui ont eux-mêmes des caractéristiques très variées selon la nature de leur mission : atterrisseur, astromobile, orbiteur,... Exemples : Surveyor 1, Cassini Huygens, Mars Science Laboratory

### Station spatiale

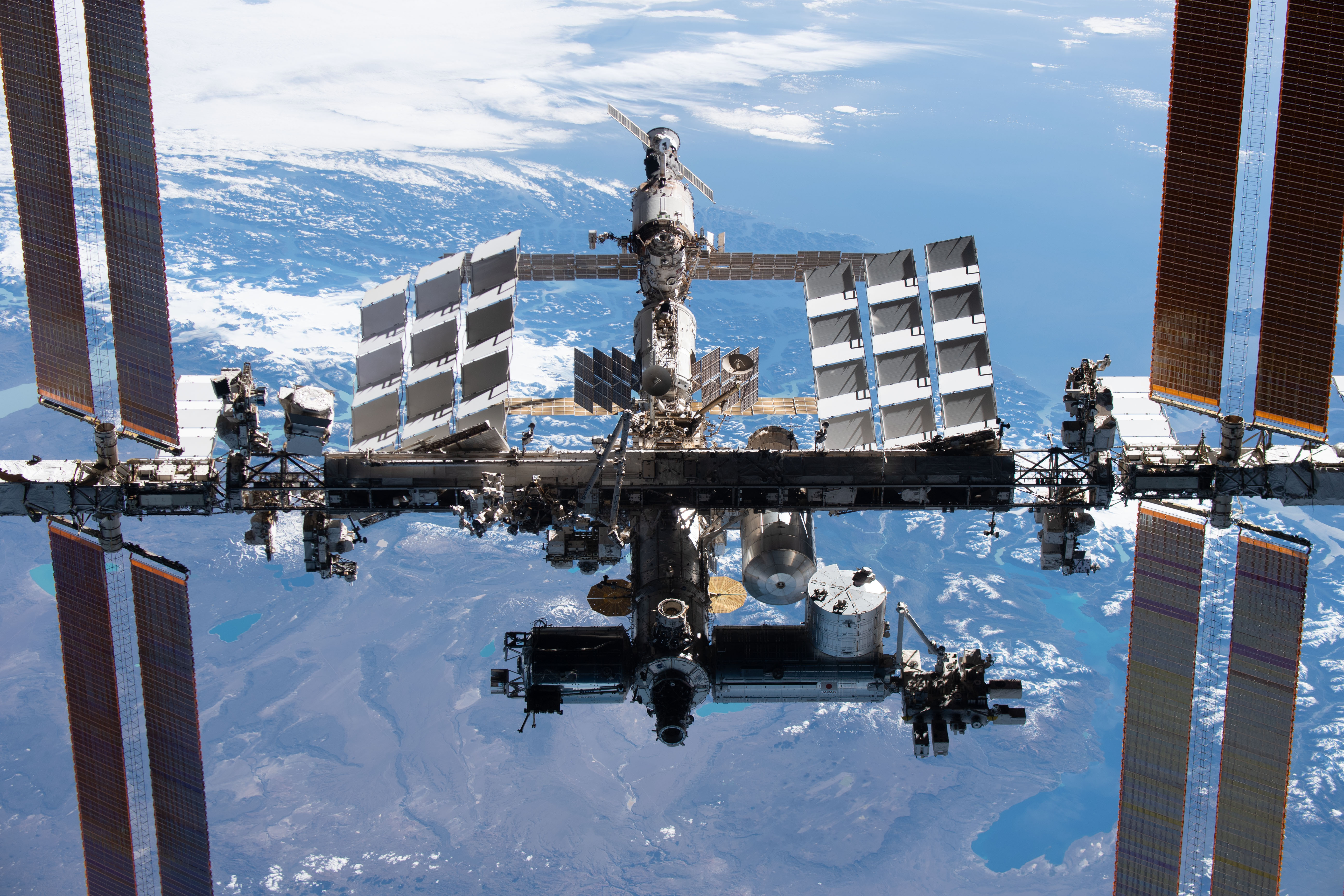
La Station spatiale internationale.

Une station spatiale est un véhicule spatial placé en orbite capable d'héberger un équipage pendant une période prolongée. Une de ses caractéristiques les plus importantes est la présence d'un ou plusieurs ports d'amarrage permettant le renouvellement des équipages et le ravitaillement par des d'autres véhicules spatiaux. Il ne dispose généralement que de moyens de propulsion réduits et n'est pas capable de revenir sur Terre. Lorsqu'elle est de grande taille la station spatiale résulte de l'assemblage de plusieurs modules lancés séparément. Les  seules des stations spatiales construites jusqu'ici ont été placées en orbite terrestre basse.
Exemples de station spatiale : Station spatiale internationale, Mir, Saliout, Skylab, Station spatiale chinoise.

### Capsule spatiale

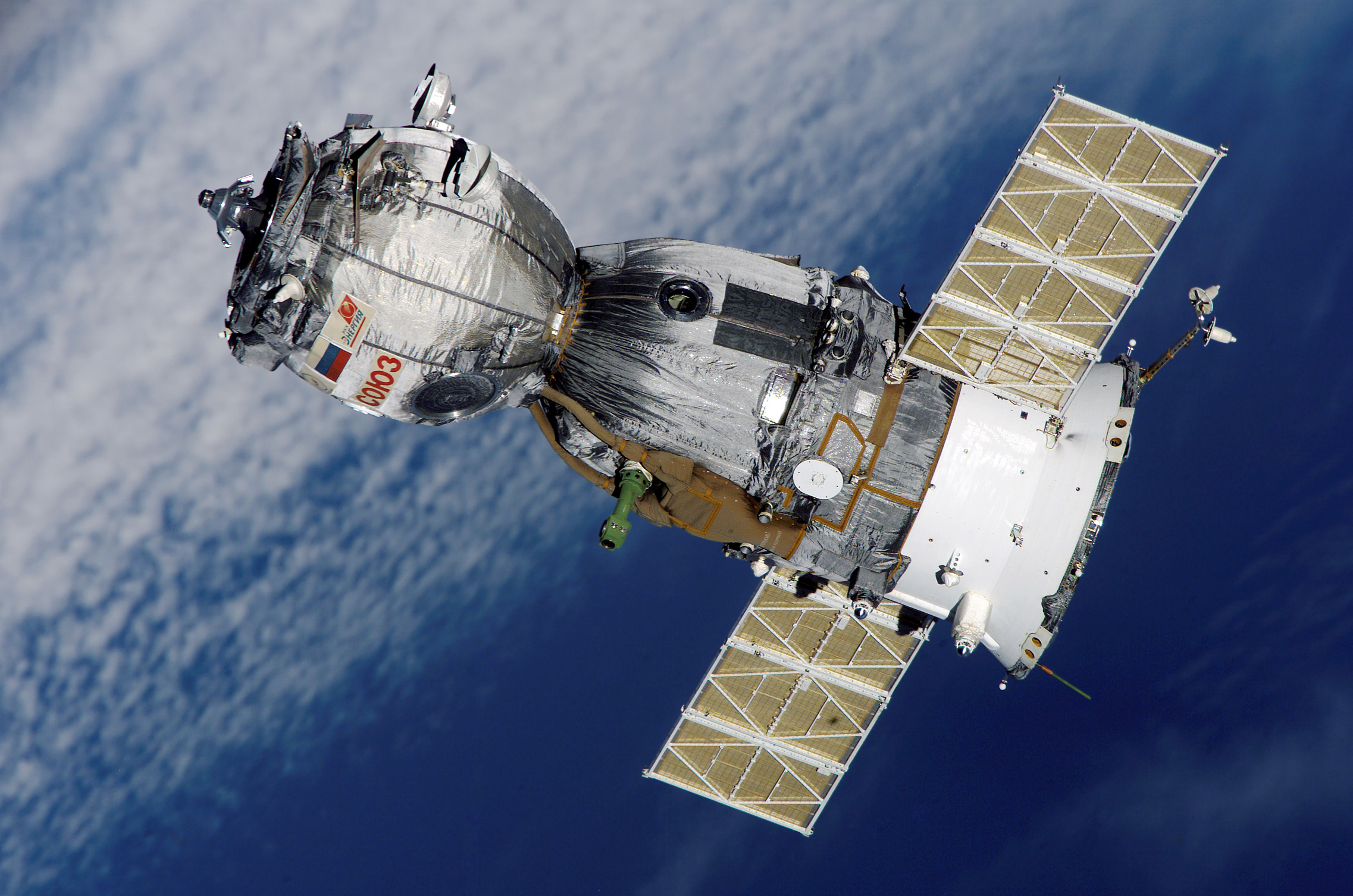
Vaisseau Soyouz.

Une capsule spatiale est un véhicule spatial conçu pour permettre à un équipage de séjourner dans l'espace et qui permet de ramener celui-ci sur Terre. Il se distingue notamment par l'existence d'un habitacle pressurisé dans lequel l'équipage peut survivre comportant un système de support de vie. L'équipage dispose d'équipements lui permettant de contrôler et d'intervenir sur le fonctionnement du véhicule. Plusieurs dispositifs (bouclier thermique, parachutes, rétrofusées, système de flottaison...) permettent à la capsule spatiale de revenir sur Terre.  
Exemples de capsule spatiale : Vostok, Mercury, Gemini, Voskhod, vaisseau Apollo, vaisseau Soyouz, Shenzhou, Crew Dragon, CST-100 Starliner.  

### Navette spatiale

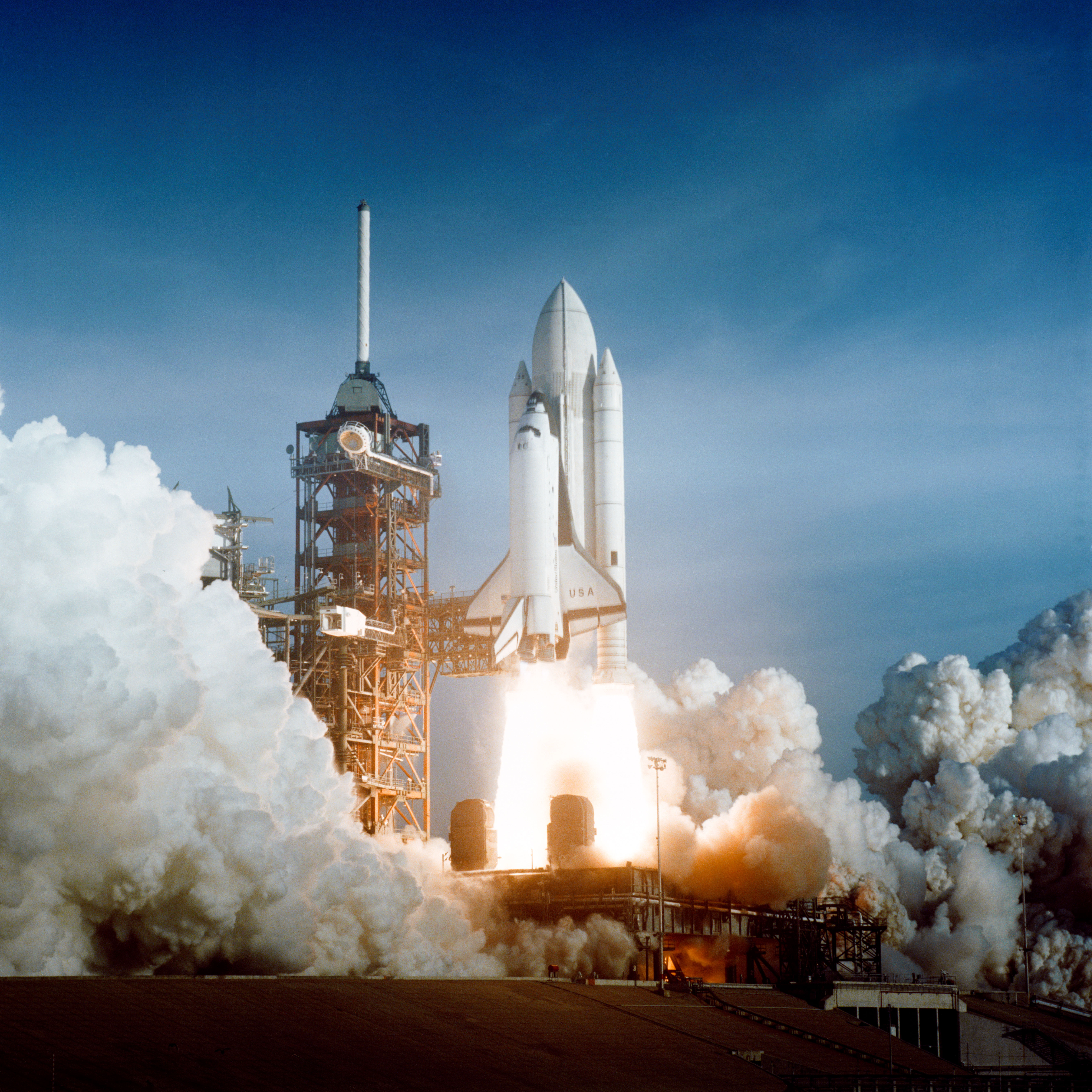
La navette Columbia

Une navette spatiale est un véhicule spatial pouvant revenir sur Terre en effectuant un atterrissage contrôlé à la manière d'un avion ou d'un planeur et pouvant être réutilisé pour une mission ultérieure. Ce concept s'oppose à celui des capsules spatiales, tels que Soyouz, Shenzhou ou Apollo  effectuant une rentrée quasi balistique et atterrissant grâce à des parachutes et des rétrofusées. 
Exemples de navette spatiale : navette spatiale américaine, Bourane.

### Petit véhicule orbital
Space Machines Company (SMC), entreprise australienne a annoncé vouloir ouvrir dans le Tech Lab de l’Université de technologie de Sydney (UTS) une usine (Optimus Factory QF-01 ; 18 000 m2) de fabrication de jusqu’à 20 véhicules orbitaux par an. Ces petits véhicules (deux modèles Optimus et Optimus Viper, sont conçus pour l'inspection, la maintenance et le repositionnement de satellites déjà en orbite pour en prolonger la durée d'activité et pour réduire la quantité de débris spatiaux ; le premier (Optimus) a été lancé avec succès en partenariat avec l’Inde dans le cadre de la mission Space MAITRI.

### Cargo spatial
Un cargo spatial  est  un type de véhicule spatial dépourvu d'équipage qui permet de transporter du fret à destination par exemple d'une station spatiale en orbite. Les vaisseaux cargo développés jusqu'à présent ont été utilisés pour transporter des consommables, des pièces détachées jusqu'à une station spatiale, rehausser l'orbite d'une station spatiale et ramener du fret sur Terre.
Exemples de vaisseau cargo : Progress, HTV, ATV, SpaceX Dragon, Cygnus, Tianzhou.

## Sous-systèmes
Un véhicule spatial comporte divers sous-ensembles, dépendants du profil de la mission. Les sous-ensembles des véhicules spatiaux peuvent inclure : la commande et la détermination d'attitude (différemment appelées ADAC, CDA ou l'ACS), guidage, navigation, et commande (GNC ou GN&C), communications (COMS), traitement de commande et de données (CDH ou C&DH), puissance (EPS), commande thermique (CT), propulsion, structures, et charge utile. Les véhicules spatiaux peuvent être équipés pour subvenir aux besoins d'un équipage.

### Propulsion

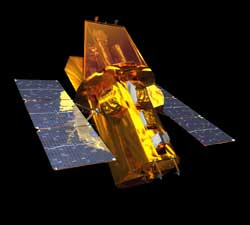
Un exemple de télescope spatial : Swift.

Le véhicule spatial peut ou non comprendre un sous-ensemble de propulsion, selon que le profil de la mission nécessite, ou non, un besoin de propulsion. Le véhicule spatial Swift est un exemple de vaisseau spatial qui n'a pas de sous-ensemble de propulsion. En général, les véhicules spatiaux en orbite basse (LEO, par exemple le satellite Terra : EOS AM-1), comprennent un sous-ensemble de propulsion pour des ajustements d'altitude (appelées en anglais : drag make-up maneuvers , soit « Manœuvre de constitution de résistance ») et des manœuvres d'ajustement d'inclinaison. Un système de propulsion est nécessaire également pour le véhicule spatial qui exécute des manœuvres de gestion à l'élan. Les composants d'un sous-ensemble conventionnel de propulsion incluent le carburant, le tankage, les valves, les conduits, et les éjecteurs. Le contrôle thermique (voir ci-dessus) se connecte par interface au sous-ensemble de propulsion en surveillant la température de ces composants, et par préchauffage des réservoirs et des éjecteurs en vue d'une manœuvre du véhicule spatial.

### Production d'énergie
Le véhicule spatial requiert un sous-ensemble de production et de distribution du courant électrique permettant d'alimenter les divers sous-ensembles du véhicule spatial. Pour le véhicule spatial proche du Soleil, des panneaux solaires photovoltaïques sont fréquemment employés pour une alimentation électrique. Le vaisseau spatial conçu pour fonctionner dans des endroits plus éloignés, comme Jupiter, pourrait utiliser un générateur thermoélectrique de radio-isotope RTG afin de produire de l'électricité. L'énergie électrique est envoyée dans une unité de contrôle avant d'être redistribuée, grâce à une unité de redistribution, par un bus électrique vers les autres composants du véhicule spatial. Des batteries sont normalement reliées au bus par l'intermédiaire d'un régulateur de charge de batterie, et sont utilisées pour fournir le courant électrique pendant des périodes où la puissance primaire n'est pas disponible, par exemple pour un véhicule spatial à basse orbite (LEO - Low Earth Orbit) est éclipsé par la Terre.

### Régulation thermique
Le véhicule spatial doit être construit pour pouvoir résister au passage dans l'atmosphère et à l'environnement spatial. Il doit fonctionner sous vide avec des températures s'étendant sur une large gamme (des centaines de degrés Celsius, positifs et négatifs). Selon le profil de mission, le vaisseau spatial peut également opérer à la surface d'un autre corps planétaire. Le sous-ensemble thermique de commande peut être passif, dépendant du choix des matériaux avec des propriétés rayonnantes spécifiques. La commande thermique active se sert de réchauffeurs électriques et de certains déclencheurs tels que des auvents pour commander des températures ambiantes spécifiques aux limites des équipements.

### Commande d'attitude
Un véhicule spatial requiert un sous-ensemble de commande d'attitude pour qu'il puisse être correctement orienté dans l'espace et répondre aux torsions et aux forces externes correctement. Le sous-ensemble de commande d'attitude se compose de sondes et de déclencheurs, ainsi que d'algorithmes de contrôle. Le sous-ensemble de commande d'attitude permet le pointage approprié dans l'intérêt de la mission (mesure scientifique ou intervention extérieure), vers le Soleil pour capter l'énergie ou pour présenter une face donnée (navette spatiale), vers la Terre ou un satellite pour les communications.

### Guidage, navigation, commande (GNC)
Le « guidage » se rapporte aux calculs des commandes (habituellement faits par le sous-ensemble CDH) nécessaires à l'orientation du véhicule spatial pour être à l'emplacement désiré. La « navigation » réside en la détermination des éléments orbitaux du véhicule spatial ou sa position. Le « contrôle » est l'ajustement du chemin du vaisseau spatial pour que s'allient les conditions de la mission. Sur quelques missions, les commandes de GNC et d'attitude sont combinées dans un sous-ensemble du vaisseau spatial.

### Traitement de commande et de données (CDH)
Le sous-ensemble de traitement de commande et de données (en anglais : Command and Data Handling, CDH) reçoit des commandes du sous-ensemble de communications, exécute la validation et le décodage des commandes, et distribue les commandes aux sous-ensembles et aux composants appropriés du véhicule spatial. Le CDH reçoit également des données de ménage et des données scientifiques d'autres sous-ensembles et composants du véhicule spatial, et assemble les données pour le stockage sur un enregistreur à semi-conducteurs ou pour la transmission vers la terre par l'intermédiaire du sous-ensemble de communications. L'autre fonction du CDH inclut de maintenir une surveillance sur l'horloge et le bon état du véhicule spatial.

### Structure
Le vaisseau spatial doit être construit pour résister à des charges de lancement données par le véhicule de lancement, et doit avoir un point d'attachement pour tous autres sous-ensembles. En fonction du profil de mission, le sous-ensemble structurel pourrait devoir résister à des charges données par l'entrée dans l'atmosphère d'un autre corps planétaire, et du débarquement sur la surface d'un autre corps planétaire.

### Charge utile
La charge utile dépend de la mission du véhicule spatial, et est typiquement considérée comme pièce du véhicule spatial « qui paye les factures ». Les charges utiles typiques pourraient inclure les instruments scientifiques (appareils photo, télescopes, ou détecteurs de particules, par exemple), cargaison, ou un humain servant d'équipage.

## Autres: système au sol
Le système au sol, qui ne fait pas vraiment partie du véhicule, est essentiel au fonctionnement du véhicule spatial. Les composants habituels d'un système au sol pendant des opérations comprennent : une équipe opérationnelle qui permet la direction des opérations du véhicule spatial, un stockage et un traitement des données, des stations terrestres qui permettent l'envoi et la réception de signaux du véhicule spatial, et enfin, un réseau de communication voix et données pour rendre compte des éléments de la mission.

## Exemples de véhicules spatiaux

### Vaisseaux avec équipage limités à l'orbite basse
- Mercury
- Gemini
- Soyouz
- Vostok
- Voskhod
- TKS
- Navette spatiale américaine
- Navette spatiale Bourane
- Shenzhou
- CST-100 Starliner (Boeing), en cours de développement
- Crew Dragon (SpaceX)
- Dream Chaser (Sierra Nevada), en cours de développement

### Vaisseaux avec équipage pouvant aller au-delà de l'orbite basse
- Programme Apollo : Module de commande et de service Apollo et Module lunaire Apollo
- Orion

### Stations spatiales
- Saliout
- Mir
- Station spatiale internationale
- Tiangong 1

### Cargo spatial
- Progress ravitaillement station spatiale
- Automated Transfer Vehicle (ATV), ravitaillement station spatiale
- H-II Transfer Vehicle (HTV), ravitaillement station spatiale
- Dragon (SpaceX), ravitaillement station spatiale
- Cygnus (Orbital Sciences), ravitaillement station spatiale

### Sondes spatiales
- Cassini-Huygens
- Deep Space 1
- Galileo
- Genesis
- Mars Exploration Rover
- Mars Global Surveyor
- Mars Pathfinder
- Pioneer 10
- Pioneer 11
- SoHO
- Stardust
- Satellite Planck
- Télescope spatial Herschel
- WMAP

### Projets abandonnés
- Manned Orbital Laboratory
- Big Gemini
- Kliper
- Hermès
- Crew Return Vehicle. Évacuation de l'équipage de la station spatiale (véhicule de type navette)
- Orion Lite
- Crew Space Transportation System